# Kénold Versailles
Kénold Ryan Versailles-Villeman (Carrefour, 24 marzo 1984) è un ex calciatore haitiano, di ruolo centrocampista.